# Wim Henneicke
Willem (Wim) Christiaan Heinrich Henneicke (Amsterdam, 19 maart 1909 - idem, 8 december 1944) was een Nederlandse collaborateur in de Tweede Wereldoorlog. Hij is vooral bekend van de naar hem vernoemde Colonne Henneicke die jacht maakte op Joden.

## Levensloop
Henneickes vader was een Duitser. Zelf is hij officieel altijd stateloos gebleven, maar hij werd geboren en groeide op in Nederland. Na zijn schoolperiode werkte Henneicke drie jaar als leerling-timmerman en vervolgens drie jaar in het magazijn van de Amstelbrouwerij. Daarna werkte hij nog een jaar op de markt en vervolgens was hij taxichauffeur en stofzuigerverkoper. Op 15 mei 1940, de dag van de Nederlandse overgave aan de Duitsers, trad hij voor de derde keer in het huwelijk.
In de loop van de oorlog begon Henneicke bij te klussen bij de Sicherheitsdienst. Zo werd hij belast met de inbeslagname van goederen van opgepakte Joden. Pas in april 1942 werd hij lid van de Nationaal-Socialistische Beweging. Twee maanden later trad hij in dienst van de Duitse roofbank Lippmann, Rosenthal & Co. Deze bank werd door de Duitsers opgericht om Joods bezit (geld, waardepapieren en waardevolle bezittingen) systematisch te registreren en vervolgens te roven. Via deze bank plukten de nazi's de Nederlandse Joden systematisch kaal alvorens ze te deporteren. Henneicke gaf leiding aan de naar hem vernoemde Colonne Henneicke.
De Duitsers begonnen vanaf juni 1942 met de deportatie van de Joodse bevolking via Kamp Westerbork naar Duitse vernietigingskampen in bezet Polen. In het begin van 1943 trad er enige stagnatie op, omdat steeds meer Joden zich aan de deportaties probeerden te onttrekken, bijvoorbeeld door onder te duiken. De Duitsers stelden een premiesysteem in. De Colonne Henneicke bestond uit dertig en later vijftig Nederlanders, die in de periode van maart tot oktober 1943 verantwoordelijk waren voor de opsporing van een geschat aantal van acht- tot negenduizend Joden, waarvan de meesten omkwamen. Henneicke zelf was een van de fanatiekste jagers en wist een groot aantal Joden op te sporen. Na de ontbinding van de Colonne bleef hij in dienst van de bank, maar over zijn precieze activiteiten in zijn laatste jaar is weinig bekend.
Na Dolle Dinsdag zocht hij toenadering tot de illegaliteit en verstrekte hen inlichtingen over de Sicherheitsdienst. Waarschijnlijk probeerde hij in een goed blaadje te komen, om na de oorlog strafvervolging te ontlopen. Die bevrijding maakte Henneicke echter niet meer mee, want op 8 december 1944 schoot een onbekend gebleven lid van de ondergrondse hem dood op de Hogeweg in de buurt van zijn huis in Amsterdam.
Na de oorlog krijgt de Amsterdamse justitie informatie dat de weduwe van Henneicke tweehonderd gulden steun per maand krijgt uitbetaald door het voormalige verzet. Binnen de ilegaliteit wordt dit bevestigd, omdat Henneicke wel degelijk nuttige informatie heeft opgeleverd. 